# Ferrure

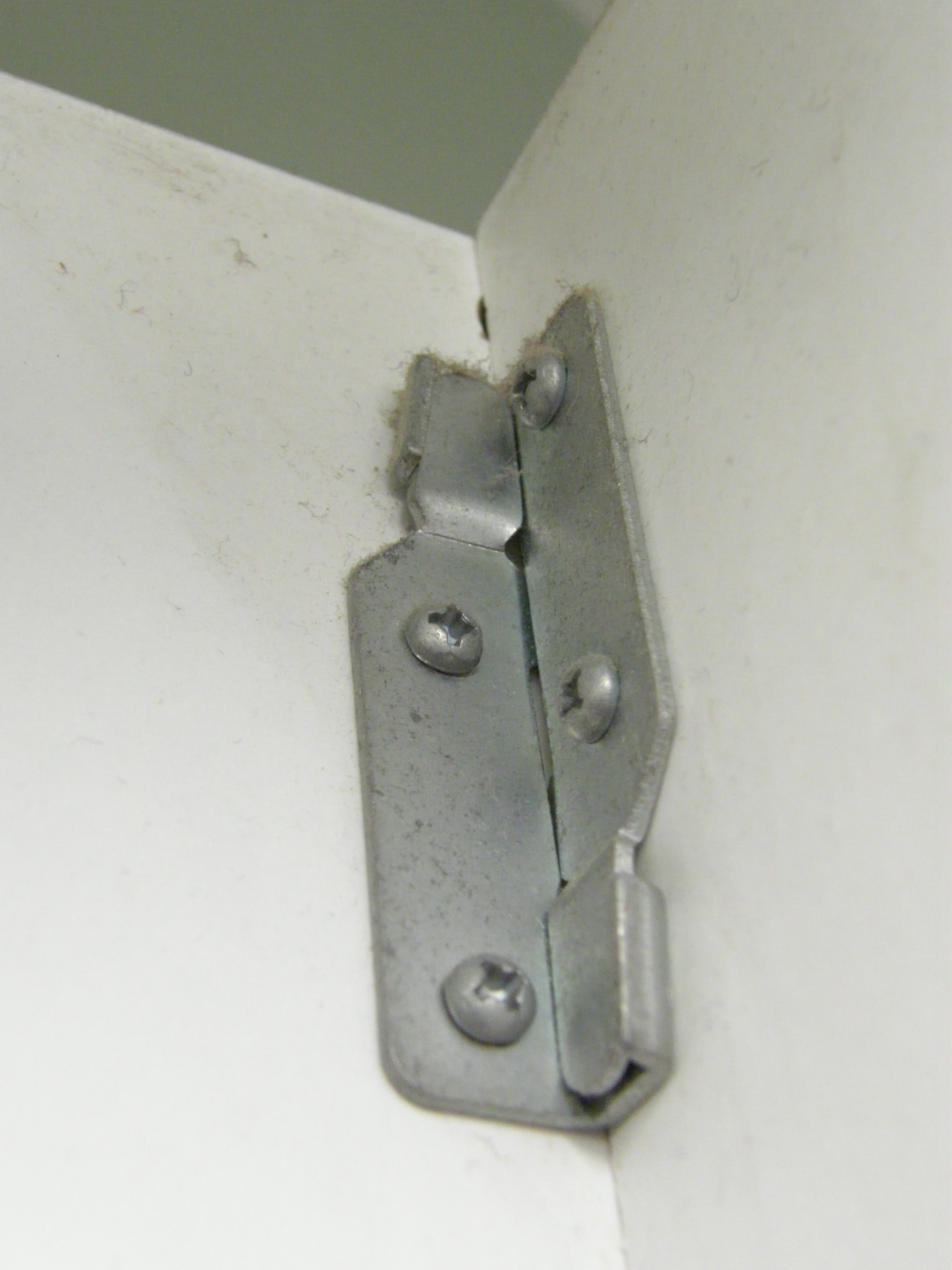
Ferrure renforçant les pièces assemblées d'un meuble vendu en kit.

Une ferrure est une pièce métallique servant à unir deux parties d'un meuble, d'une fenêtre, etc.
Il s'agit d'une pièce externe (alors que d'autres pièces d'assemblage, comme l'excentrique, sont situées à l'intérieur des pièces assemblées).
Les ferrures sont souvent plates et métalliques. Elles peuvent elles-mêmes contenir d'autres pièces telles qu'un excentrique.
Il s'agit donc d'un nom générique pour équerres, fentons, renforts métalliques, etc. 